# Thiên nga
Thiên nga là một nhóm chim nước cỡ lớn thuộc họ Vịt, cùng với ngỗng và vịt. Thiên nga và ngỗng có quan hệ gần gũi, cùng được xếp vào phân họ Ngỗng trong đó thiên nga làm thành tông Cygnini. Đôi khi, chúng được phân loại thành một phân họ riêng có tên là Cygninae.
Thiên nga thường kết đôi suốt đời, tuy nhiên việc "ly dị" thỉnh thoảng vẫn xảy ra, đặc biệt sau khi thất bại trong việc làm tổ. Số trứng trung bình trong mỗi ổ là 3-8 quả.

## Màu sắc
Các loài thiên nga ở Bắc bán cầu có bộ lông trắng tuyền, nhưng các loài thiên nga ở Nam bán cầu có màu lông trắng-và-đen. Loài thiên nga đen của Úc (Cygnus atratus) có màu đen hoàn toàn, ngoại trừ vài lông trắng trên cánh của chúng, còn loài thiên nga cổ đen Nam Mỹ - như tên gọi của chúng - có cổ màu đen.
Hầu hết thiên nga có chân màu ghi đen đậm, ngoại trừ hai loài ở Nam Mỹ, có chân màu hồng. Màu mỏ của chúng rất đa dạng: 4 loài sống ở vùng cận Bắc cực có mỏ đen với những mảng vàng bất quy tắc, các loài khác có "mô hình" phân màu đỏ và đen xác định. Loài thiên nga trắng và thiên nga cổ đen có một cái bướu ở phần gốc của mỏ trên.

## Hệ thống và tiến hóa
Tất cả các bằng chứng đều đề nghị rằng chi Cygnus tiến hóa từ châu Âu hay là vùng phía tây của đại lục Á-Âu trong thế Miocen và lan ra khắp Bắc Bán cầu cho tới thế Pliocen. Thời điểm phân tách các loài ở Nam bán cầu vẫn chưa được làm rõ. Thiên nga trắng được xem là nguyên thủy nhất trong chi Cygnus ở Nam bán cầu; tập tính uốn cong cổ (không thẳng) và xù cánh cũng như màu sắc mỏ và đặc điểm bướu chỉ ra rằng họ hàng "còn sống" gần nhất của chúng thực ra là loài thiên nga đen. Căn cứ theo ngành địa sinh học và hình dạng ngoài của phân chi Olor, dường như nguồn gốc của chúng gần hơn thế, được minh chứng bằng những vùng phân bố hiện đại (hầu hết không thể cư trú được trong thời kỳ băng giá gần đây) và sự tương đồng lớn giữa các đơn vị phân loại.
Chi Cygnus
- Phân chi Cygnus
  - Cygnus olor: Thiên nga trắng, là loài phổ biến ở vùng ôn đới châu Âu, thường được bán thuần hoá; những đàn chim nuôi đã được du nhập và tự nhiên hoá ở Mỹ và một số nơi khác.

- Phân chi Chenopis

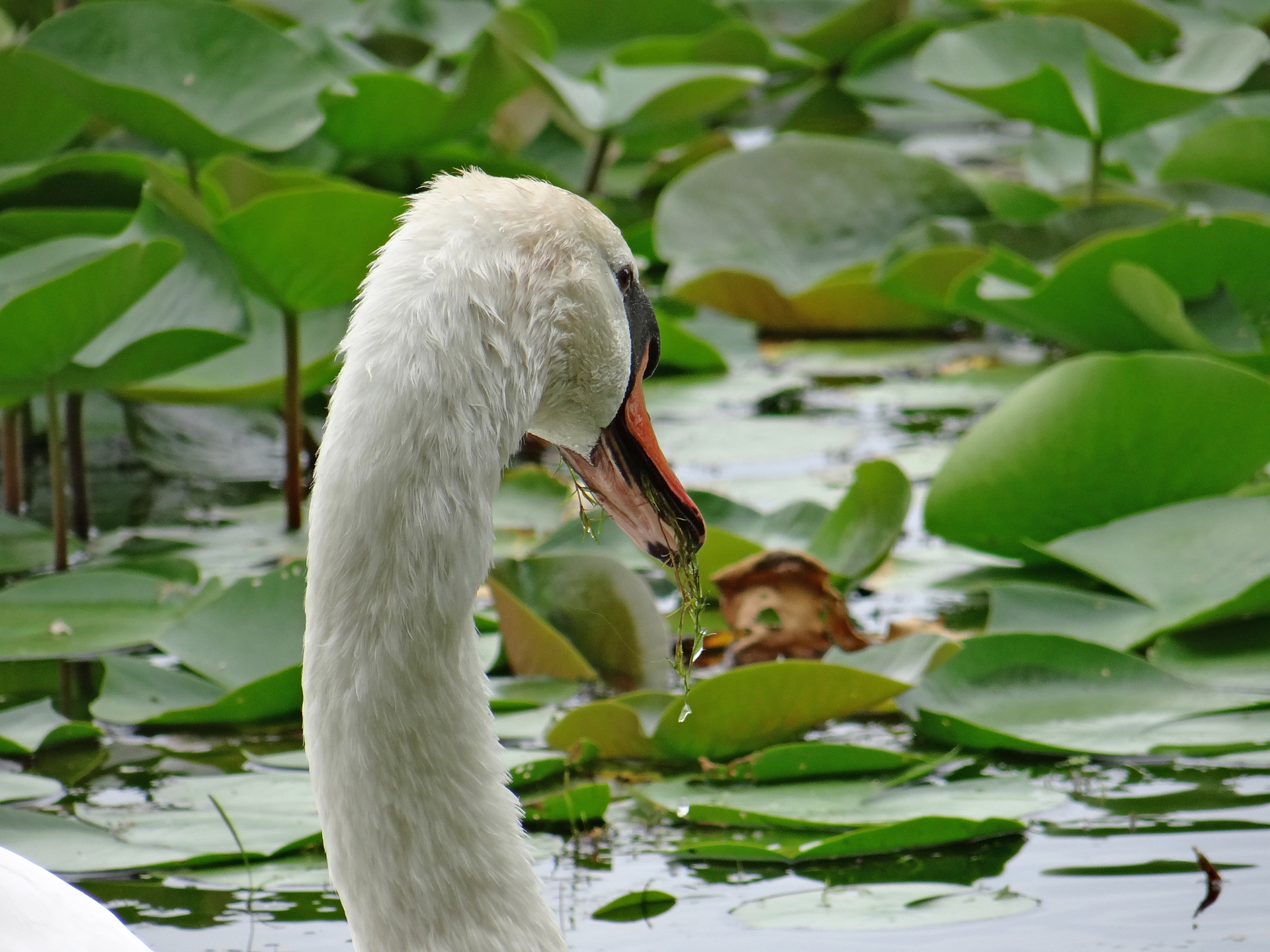
Thiên nga trắng trong hồ

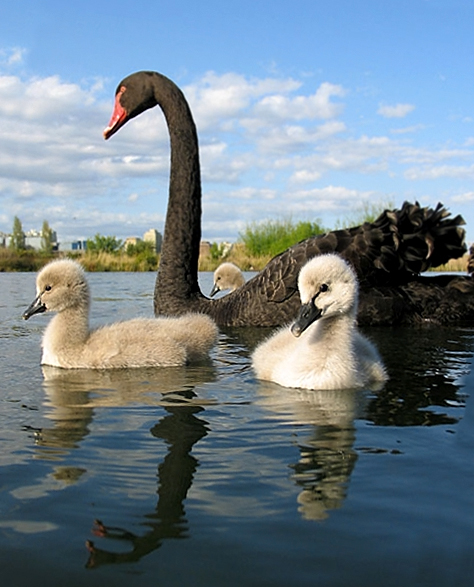
Thiên nga đen (Cygnus atratus) và con non

  - Cygnus atratus: Thiên nga đen của Úc, được nhập nội vào New Zealand
    - Cygnus (atratus) sumnerensis: Thiên nga New Zealand, một phân loài đã tuyệt chủng của thiên nga đen từ New Zealand và từ quần đảo Chatham
- Phân chi Sthenelides
  - Cygnus melancoryphus: Thiên nga cổ đen của Nam Mỹ
- Phân chi Olor
  - Cygnus buccinator: Thiên nga kèn, là một loài ở Bắc Mỹ rất giống với thiên nga lớn (và đôi khi được xem là phân loài của nó), bị săn bắn đến gần như tuyệt chủng nhưng đã hồi phục lại
  - Cygnus columbianus: Thiên nga nhỏ là một loài thiên nga nhỏ sinh sản ở lãnh nguyên của Bắc Mỹ xa về phương Bắc hơn những loài thiên nga khác. Chúng trú đông ở Mỹ.
    - Cygnus (columbianus) bewickii: Thiên nga Bewick là dạng thiên nga ở đại lục Á-Âu, di cư từ vùng cực Bắc của nước Nga sang Tây Âu và Đông Á (Trung Quốc, Nhật Bản) vào mùa đông. Chúng thường được xem là phân loài của C. columbianus, gọi là Thiên nga lãnh nguyên.

  - Cygnus cygnus: Thiên nga lớn, sinh sản ở Iceland và các vùng gần cực bắc châu Âu và châu Á, di cư sang châu Âu và châu Á ôn đới trong mùa đông

## Vai trò trong văn hoá
Cái chết của con thiên nga trong bale của Nga:

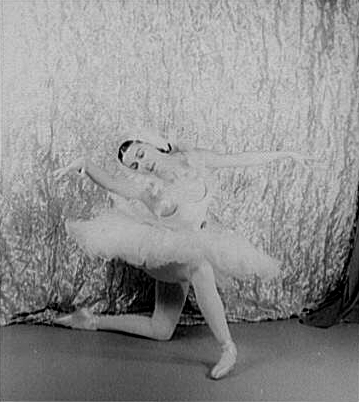
Diễn xuất của Alicia Markova
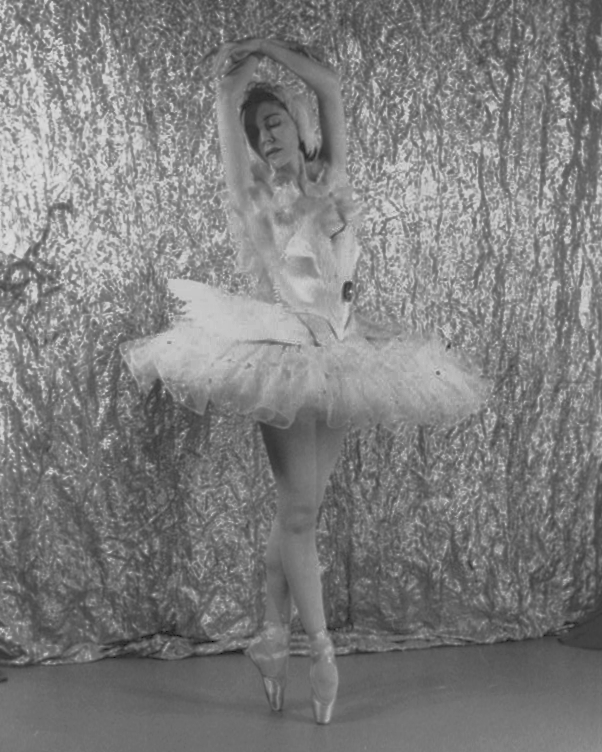
Diễn xuất của Alicia Markova
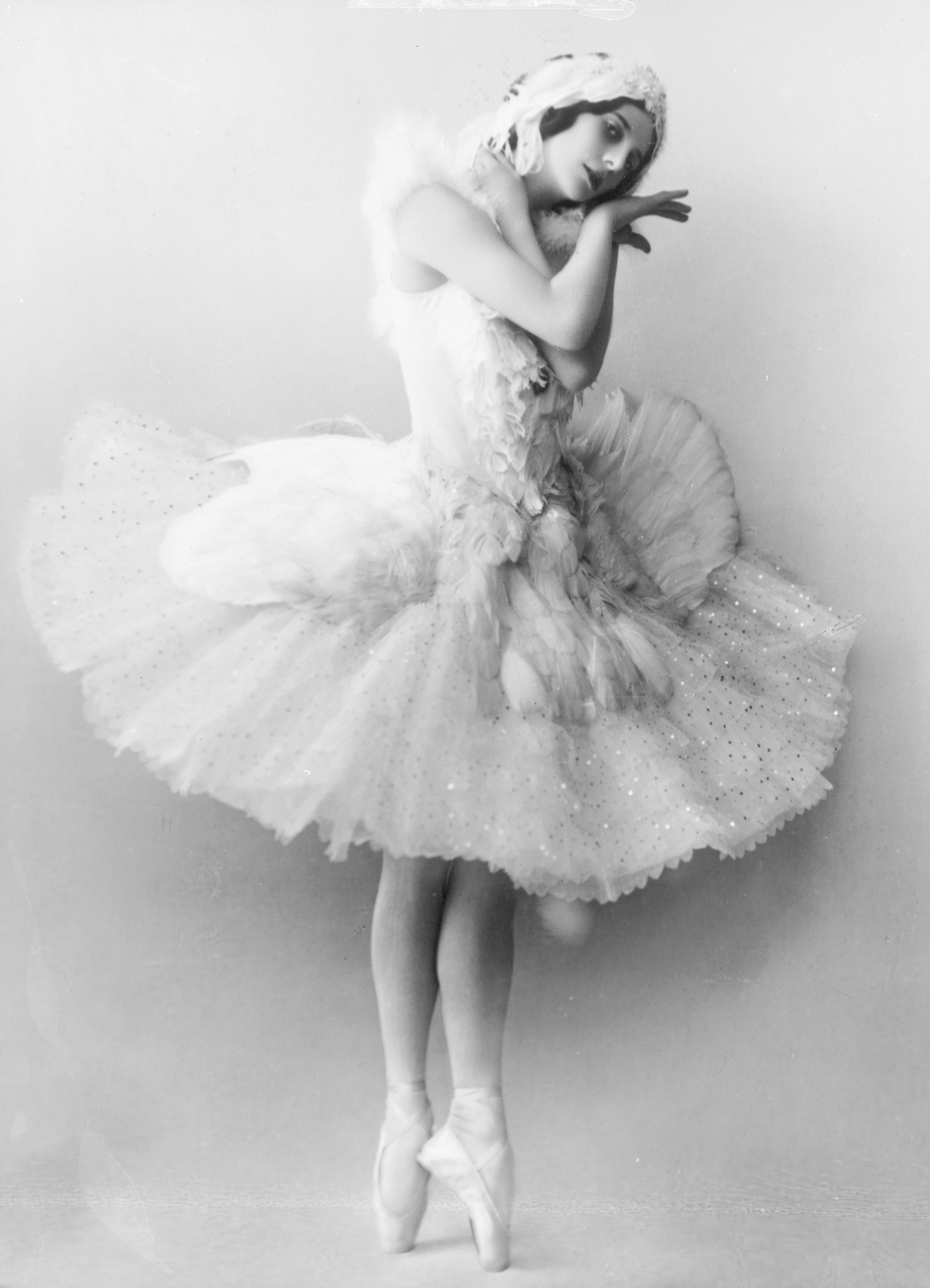
Diễn xuất của Anna Pavlova

Thiên nga trắng được nhắc đến đến trong nhiều khía cạnh văn hoá châu Âu. Câu chuyện nổi tiếng nhất về thiên nga có lẽ là truyện cổ tích "Vịt con xấu xí". Câu chuyện xoay quanh một chú vịt con bị đối xử bất công cho đến khi mọi sự rõ ràng rằng chú là một con thiên nga và được đón nhận trong cộng đồng. Chú bị ngược đãi vì đối với nhiều người, những con vịt con thật sự đáng yêu hơn thiên nga con, mặc dù thiên nga con sẽ trở thành những thiên nga trưởng thành - những sinh vật thật sự quyến rũ. Thiên nga là biểu tượng của tình yêu và lòng chung thủy vì tập tính ghép đôi suốt đời. Vở opera nổi tiếng Lohengrin và Parsifal là một minh chứng cho điều này.
Những nàng thiên nga có thể biến từ người thành thiên nga và ngược lại, là một hình mẫu phổ biến trong văn hoá dân gian trên toàn thế giới. Một câu chuyện điển hình có nội dung là một nàng thiên nga nhất thời bị phù phép và bị ép buộc phải lấy một người đàn ông.
Thiên nga là hình ảnh nổi bật trong thần thoại. Trong thần thoại Hy Lạp, câu chuyện Leda và thiên nga thuật lại chi tiết việc nàng Helen thành Troia là kết quả của cuộc hôn nhân giữa thần Zeus hoá phép thành một con thiên nga và Leda, nữ hoàng thành Sparta.
Những đứa con của Lear trong truyền thuyết Ireland kể về một người mẹ kế phù phép biến những đứa con riêng của chồng thành thiên nga trong 900 năm. Huyền thoại về chính những con thiên nga cũng có tồn tại. Người ta đã từng tin rằng vào lúc chết, những con thiên nga trắng vốn chỉ im lặng sẽ cất tiếng hót ngọt ngào – vì thế mà có cụm từ nói về "bài hát thiên nga" trong các ngôn ngữ châu Âu.
Trong thần thoại Bắc Âu, có hai con thiên nga uống nước thiêng trong giếng Urd thuộc Asgard, thiên đường của các thần. Theo tập Edda bằng văn xuôi, nước giếng này tinh khiết và thiêng liêng đến mức tất cả những gì nó chạm vào đếu biến thành màu trắng, trong đó có đôi thiên nga và những thế hệ con cháu của chúng. Bài thơ "Volundarkvida" trong Edda bằng thơ cũng nhắc đến các nàng thiên nga.
Sử thi Kalevala của Phần Lan có nhắc đến một con thiên nga trên sông Tuoni dưới địa ngục Tuonela, bất kì ai giết chết con thiên nga này cũng sẽ phải chết theo nó. Jean Sibelius sáng tác nhạc phẩm Lemminkäinen Suite dựa theo Kalevala, bản thứ 2 có tựa đề "Tuonelan joutsen" (Thiên nga của Tuonela). Ngày nay, hình ảnh năm con thiên nga đang bay là biểu tượng của các nước Bắc Âu và thiên nga lớn (Cygnus cygnus) là quốc điểu của Phần Lan.
Trong văn học Mỹ Latinh, nhà thơ Nicaragua Ruben Dario đã tôn vinh thiên nga là biểu tượng của niềm cảm hứng nghệ thuật, vì lòng chung thủy của hình tượng thiên nga trong văn hoá phương Tây, bắt đầu từ việc cưỡng đoạt Leda và kết thúc với vở Lohengrin của Richard Wagner. Bài thơ nổi tiếng nhất của Dario trong lĩnh vực này là "Blason" (Phù hiệu, 1986) cùng với hình ảnh thiên nga được sử dụng ở đây đã khiến bài thơ trở thành biểu tượng cho xu hướng thơ cách tân (Modernismo) - một thể loại thống trị thơ tiếng Tây Ban Nha từ thập niên 1880 cho đến Chiến tranh thế giới thứ nhất.
Thiên nga được tôn thờ trong nhiều tôn giáo và nền văn hoá, đặc biệt là đạo Hindu. Thiên nga trong tiếng Phạn được gọi là hamsa hoặc hansa, là phương tiện đi lại của rất nhiều vị thần như nữ thần Saraswati. Thiên nga được đề cập một vài lần trong kinh Vệ Đà, và những người có khả năng tinh thần đặc biệt đôi khi được gọi là Paramahamsa (Thiên nga thần thánh) vì dáng vẻ duyên dáng thoát lộ từ bên trong và khả năng di chuyển giữa các thế giới tâm linh. Trong kinh Vệ Đà, thiên nga cư trú bên hồ Manasarovar trong mùa hè và di cư đến các vùng hồ Ấn Độ vào mùa đông. Tranh tượng Hindu thường sử dụng hình ảnh thiên nga trắng. Nhiều nhà sử học đã nhầm lẫn khi cho rằng từ hamsa chỉ ám chỉ đến loài ngỗng, vì ngày nay thiên nga không còn có ở Ấn Độ, ngay cả trong các vườn thú. Tuy nhiên, danh mục điểu học đã phân loại một số loài thiên nga là chim lạc vùng ở Ấn Độ một cách rõ ràng.